# 范式氏琴瑟合璧
《范式氏琴瑟合璧》，古琴谱。清代康熙三十年范承都撰辑。

## 琴谱介绍
现版本为清代道光间抄本，王世襄先生藏。不分卷，编前有康熙辛未仲夏范氏自序，序后有短文略论声律，编末有程春翔跋，谱内计收琴瑟合谱凡四谱。